# Birghanym Äitimowa

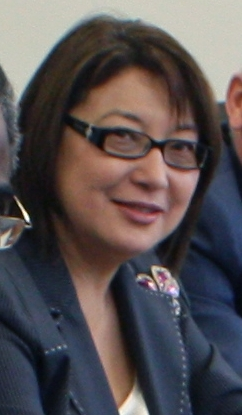
Birghanym Äitimowa (2009)

Birghanym Saryqysy Äitimowa (kasachisch Бірғаным Сарықызы Әйтімова, russisch Бырганым Сариевна Айтимова Byrganym Sarijewna Ajtimowa; * 26. Februar 1953 in Bakauschino, Kasachische SSR) ist eine kasachische Politikerin. Seit 2013 ist sie Senatorin im kasachischen Senat. Zuvor bekleidete sie hochrangige Positionen in der kasachischen Politik. Sie war Bildungsministern und Tourismusministerin und von 2007 bis 2013 ständige Vertreterin Kasachstans bei den Vereinten Nationen.

## Leben
Birghanym Äitimowa wurde 1953 im Dorf Bakauschino im Rajon Selenow in Westkasachstan geboren. Sie absolvierte 1974 das Pädagogische Puschkin-Institut in Uralsk und machte 1994 einen weiteren Abschluss an der Al-Farabi-Universität.
Nach ihrem Studium am Puschkin-Institut arbeitete sie zunächst als Englischlehrerin an eine Schule, bevor sie sich beim Komsomol engagierte. Hier war sie von 1976 bis 1979 Funktionärin in einem Komitee. Später war sie im Regionalkomitee tätig und dann erste Sekretärin des Stadtkomitees in Uralsk und schließlich erste Sekretärin des Regionalkomitees. 1983 wurde sie Sekretärin des Zentralkomitees des Komsomol in der Kasachischen SSR. Zwischen 1988 und 1990 war sie stellvertretende Vorsitzende der kasachischen Zweigstelle des allsowjetischen Kinderhilfswerks. Anschließend wurde sie Abgeordnete des Obersten Rates der Republik Kasachstan, wo sie bis 1993 den Ausschuss für Jugendangelegenheiten leitete.
1993 bekleidete sie im Kabinett von Premierminister Sergei Tereschtschenko den Posten der Ministerin für Jugend, Tourismus und Sport. Im Januar 1996 wurde sie durch ein Dekret des kasachischen Präsidenten Nursultan Nasarbajew zur Senatorin im kasachischen Senat ernannt. Bereits im Oktober desselben Jahres wurde sie Botschafterin ihres Landes in Israel. Nach rund sechs Jahren verließ sie diesen Posten und wurde stattdessen Botschafterin in Italien. Am 13. Dezember 2004 wurde sie kasachische Ministerin für Bildung und Wissenschaft. Am 10. Januar 2007 wurde sie durch Schansejit Tüimebajew in diesem Amt abgelöst. Am 12. Februar folgte sie auf Jerschan Qasychanow als Ständige Vertreterin Kasachstans bei den Vereinten Nationen.
Seit dem 26. August 2013 ist Äitimowa erneut Senatorin. Hier war sie ab Oktober 2014 Mitglied des Ausschusses für internationale Beziehungen, Verteidigung und Sicherheit und seit September 2017 ist sie Vorsitzende des Ausschusses für soziale und kulturelle Entwicklung und Wissenschaft.

## Privates
Äitimowa ist verheiratet mit Nurlan Abdullajew. Das Paar hat einen Sohn und eine Tochter.